# 匈牙利的克莱门西娅
匈牙利的克莱门西娅（1293年—1328年10月13日），作为法兰西国王路易十世的第二任妻子，为法兰西和纳瓦拉王后。

## 生平
克莱门西娅是名义上的匈牙利国王安茹的卡洛·馬特羅和奥地利的克莱门蒂娅的女儿。她被称为“孤儿克莱门莎”，因为她2岁时父母因瘟疫双亡，由祖母那不勒斯王后匈牙利的玛丽亚抚养长大。她的家族通过玛丽亚宣称匈牙利王位，所以尽管克莱门西娅在那不勒斯出生和长大，仍被视为匈牙利公主。

### 王后

克莱门西娅作为法兰西王后的纹章

法国国王腓力四世驾崩后，他的长子纳瓦拉国王路易斯一世成为法兰西国王。路易斯国王的王后玛格丽特因被路易斯的妹妹法兰西的伊莎贝拉指证，被腓力四世判定犯有通奸罪，自1314年起就被关押在加亚尔城堡。由于没有正式废除婚姻，当腓力四世死后路易斯登上王位时，玛格丽特虽仍被关押如前，却也自动成为了王后。路易斯寻求另择妻子，选择了克莱门西娅，12月，腓力四世的管家布维尔的于格奉命去那不勒斯她叔父罗贝托一世的宫廷迎亲，12日前往使馆，16日离开巴黎。1315年，王后驾崩，据称被勒死或以其他方式谋杀，为丈夫再婚扫清了道路。8月8日，于格携克莱门西娅公主回到法国。她和国王于1315年8月19日结婚。她于8月24日在兰斯加冕为王后。
路易斯在1316年6月驾崩，留下怀孕数月的克莱门西娅。路易斯的弟弟腓力为摄政，否决了克莱门西娅年幼且生父存疑的继女让娜的权利，也否决了被认为不适合摄政的克莱门西娅的权利。1316年11月，克莱门西娅生下儿子让。让从出生起成为国王，但只活了5天，王位遂为其叔腓力所有，即腓力五世。克莱门西娅和腓力就此争执，腓力拒绝支付路易斯答应她的收入。她反复写信给教宗若望二十二世和她的家族求助。她丧偶后精神似乎受损，挥霍无度，挥霍了路易十世的财产尤其是王室住宅，最后负债累累，被教宗召回。

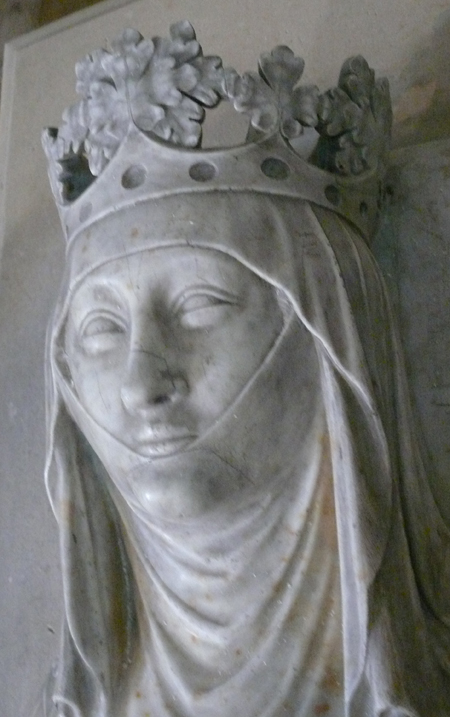
克莱门西娅半身像

### 晚年
她随后离开法国宫廷前往阿维尼翁，1318年进入普罗旺斯地区艾克斯的多明我修道院，停留到1321年回到巴黎。她积极参与巴黎的王室生活，在巴黎周边和诺曼底拥有13处地产。1326年，她为她的曾祖父，即法兰西国王路易九世的弟弟那不勒斯国王卡洛一世委托了墓葬雕像。她拥有彼得伯勒诗篇，并可能将现存于修道院博物館的匈牙利伊丽莎白的神龛送给了她在布达的嫂嫂。通过她的赞助和送礼，她试图提高其安茹家庭和丈夫在巴黎的声誉。德鲁盖特的雅诺什一世和他的家人是她在巴黎的重要家庭成员。克莱门西娅还是他最小的孩子雅诺什二世和克莱门西娅的教母，后者正是得名于她这个女主人。
1328年10月13日，她在35岁时去世，她的财产被卖掉。她于10月15日被埋在现在已被拆毁的巴黎雅各宾教堂，心脏葬在多明我修道院，其肖像现在在圣但尼圣殿。

## 清单
克莱门西娅王后以她的物品而闻名。99页的法文文件详细描述了她的艺术和物质文化作品。她描述了她的许多王冠上的珠宝、遗物、装饰她的家庭空间和教堂的纺织品，她拥有的银色雕塑，甚至她的衣服。她有40多本手稿。清单也很有价值，因为它详细说明了她在哪里购买了许多物品以及死后是谁收到的。

## 小说形象
克莱门西娅是莫里斯·德鲁恩法国历史小说系列《被诅咒的国王》第3和4卷的角色之一。1972年的法国迷你剧改编版，她由莫尼克·勒吉恩饰演，2005年的改编版由赛琳娜·奥代瑞饰演。

## 传记
- Jean-Patrice Boudet, « La bibliothèque de Clémence de Hongrie: un reflet de la culture d'une reine de France? », dans Murielle Gaude-Ferragu, Bruno Laurioux et Jacques Paviot (dir.), La Cour du prince : cour de France, cours d'Europe, XII - XV, Paris, Champion, 2011, p. 499-514. ISBN 978-2-7453-2244-9

- Rose-Marie Ferré. . Presses universitaires de Rennes  (编). . 2016 （法语）..

- Mariah Proctor-Tiffany.  41 (2): 208–228. 2015. doi:10.1080/03044181.2015.1033644 （英语）.

| 匈牙利的克莱门西娅 安茹-西西里王朝 卡佩王朝 的分支逝世於：1328年10月13日 | 匈牙利的克莱门西娅 安茹-西西里王朝 卡佩王朝 的分支逝世於：1328年10月13日 | 匈牙利的克莱门西娅 安茹-西西里王朝 卡佩王朝 的分支逝世於：1328年10月13日 |
| 法國王族                                                                 | 法國王族                                                                 | 法國王族                                                                 |
| ------------------------------------------------------------------------ | ------------------------------------------------------------------------ | ------------------------------------------------------------------------ |
| 空缺上一位持有相同頭銜者：勃艮第的玛格丽特                               | 法兰西和纳瓦拉王后 1315–1316                                             | 空缺下一位持有相同頭銜者：勃艮第的让娜二世                               |